# Simon Affleck
Simon Affleck (ibland Afleck), troligen född 1660, död 1725, var en svensk ämbetsman och militär som tjänstgjorde i Finland under Karl XII:s regering. Afflecks uppgift var bland annat indrivande av skatt i trakten av Pielisjärvi där han blev beryktad för sina brutala metoder och för sin stora gårdvar. Eftersom Pielisjärvi-trakten tillhörde gränsområdena mot Ryssland benämndes Affleck ibland gränsmajor. Hos Affleck tjänstgjorde under en tid partigängaren Stefan Löfving. Inom litteraturen har Affleck förekommit skönlitterärt såväl hos den finske författaren Onni Palaste som den svenske författaren Björn Holm.
Bönderna gjorde uppror mot "Simon Hunds" metoder. Släkten kom ursprungligen från Skottland men hade bosatt sig i det svenska riket på 1600-talet. Affleck bodde i Ingermanland där hans far var översättare. Under reduktionen privatiserade kronan skatteindrivningen så att en privatperson kunde hyra ett område mot skatteintäkterna.[källa behövs]